# La Plaine-des-Palmistes
La Plaine-des-Palmistes é uma comuna francesa no departamento ultramarino de Reunião. Estende-se por uma área de 83.19 km², e possui 6.568 habitantes, segundo o censo de 2018, com uma densidade de 79 hab/km².